# Cryphia taishanensis
Cryphia taishanensis là một loài bướm đêm trong họ Noctuidae.